# Jan Vetešník
Jan Vetešník (Praga, Checoslovaquia, 5 de marzo de 1984) es un deportista checo que compitió en remo. Su hermano gemelo Ondřej compitió en el mismo deporte.
Ganó cinco medallas en el Campeonato Europeo de Remo entre los años 2007 y 2018.

## Palmarés internacional
| Campeonato Europeo | Campeonato Europeo       | Campeonato Europeo | Campeonato Europeo        |
| Año                | Lugar                    | Medalla            | Prueba                    |
| ------------------ | ------------------------ | ------------------ | ------------------------- |
| 2007               | Poznań (Polonia)         | Medalla de bronce  | Doble scull ligero        |
| 2011               | Plovdiv (Bulgaria)       | Medalla de plata   | Cuatro sin timonel ligero |
| 2013               | Sevilla (España)         | Medalla de plata   | Cuatro sin timonel ligero |
| 2017               | Račice (República Checa) | Medalla de bronce  | Cuatro sin timonel ligero |
| 2018               | Glasgow (Reino Unido)    | Medalla de plata   | Cuatro scull ligero       |